# Polyphonie (Literatur)
Der Begriff Polyphonie (auch: Polyperspektivismus) bezeichnet in der Literaturwissenschaft ein Strukturprinzip der erzählenden Literatur, bei dem der Autor im Verhältnis zu seinen Figuren stark in den Hintergrund tritt. Die Figuren sind in einem polyphon angelegten Roman nicht Sprachrohr des Autors und vertreten nicht dessen Standpunkt, sondern erhalten eine eigene Stimme und repräsentieren Ideen und Standpunkte, die nicht unbedingt die des Autors und untereinander weitestgehend gleichwertig sind. Diese Struktur ermöglicht es dem Autor, seine eigene widersprüchliche Weltsicht in die Vielfalt seiner Figuren aufzuspalten. Dynamik erlangt ein polyphoner Roman durch die vielfältigen Dialoge, in die die Figuren eintreten; in der Literaturwissenschaft wird dieses Charakteristikum als Dialogizität bezeichnet.

## Begriffsgeschichte
In seinem 1929 erstmals erschienenen Buch Probleme der Poetik Dostojewskijs hat Michail Bachtin die Polyphonie (russisch: многоголосие, mnogogolosie) als charakteristisches Strukturprinzip der Werke von Fjodor Dostojewski herausgearbeitet. Er entnahm den Begriff der Musikwissenschaft, wo Polyphonie eine mehrstimmige Kompositionsweise bezeichnet, und verzichtete auf eine genaue systematische literaturwissenschaftliche Definition des Begriffes, den er stattdessen anhand verschiedener Beispiele aus Dostojewskijs Werk metaphorisch zu illustrieren versuchte. Bachtin erklärte weiter, dass die menschliche Individualität sich bei Dostojewski durch die wechselnden Begegnungen und Dialoge des Menschen mit anderen Menschen forme, verändere und darum niemals abgeschlossen werde.
Entgegengetreten ist dieser These u. a. Horst-Jürgen Gerigk, der in Dostojewskis Romanen keine Hinweise auf eine polyphone Struktur entdeckt und der die Auffassung vertreten hat, dass die Auffassungen Dostojewskis in seinen Romanen im Gegenteil deutlich zu erkennen seien.
Die literarische Polyphonie kennzeichnet ein verändertes Selbstverständnis des Autors in der modernen und postmodernen Literatur und seine dadurch veränderte Beziehung zum Text und zu den in ihm wirkenden Figuren, wie sie später in Konzepten wie dem intentionalen Fehlschluss oder dem Tod des Autors noch deutlicher werden sollte. Zugleich ist Bachtins Konzept der Polyphonie auch als Kritik am russischen Formalismus zu sehen, mit der er die Aufmerksamkeit weg von der vermeintlich homogenen Sprachgemeinschaft hin zur weltanschaulich heterogenen Gesellschaft richten wollte.

## Beispiele
Viktor Žmegač hat James Joyce’ Roman Ulysses (1922) als den polyphonen Roman schlechthin eingestuft. Auch die Romane von André Gide seien stark polyphon.